# Walter Holbrook Gaskell
Walter Holbrook Gaskell (1. november 1847 i Neapel - 7. september 1914 i Great Shelford) var en engelsk fysiolog.
Gskell blev student 1869, og studerede fysiologi hos Foster, men brød af og studerede fra 1872 klinisk medicin ved University College Hospital, opgav også dette og rejste på Fosters råd til Leipzig (1874) for at studere under Ludwig. Ved hans arbejde der med innervationen af den tværstribede muskulatur fik studiet af hjertesygdommene en fysiologisk basis, der først ret udnyttedes i begyndelsen av 20. århundrede. I Cambridge, hvor han blev Dr. med. 1878, privatdocent 1880 og ansat som universitetslærer 1883, udførte han fra 1875 en række undersøgelser over karrenes innervation og påviste 1877, at irritation af visse muskelnerver altid gav dilatation af karrene, selv om musklen var lammet ved kurare. En anden række forsøg viste, hvorledes arterierne og hjertet forholdt sig, når blodets reaktion forandredes. Tonus forøgedes ved tilsætning af alkali til blodet, men tog af ved syretilsætning. Forsøget viste, at der, foruden kontrollen fra nervesystemets side, også var en kemisk kontrol af kredsløbet i hvert enkelt organ og hver enkelt slags væv, svarende til stofskifteprodukterne. Kontraktion af en muskel giver således blodtilstrømning, da syre frigøres ved den. Dette førte Gaskell ind på at undersøge grundene til hjertets slag og dets innervation, og han viste 1881, at hjertekontraktionerne er af muskulær oprindelse (Gaskells teori). Alle disse undersøgelser udkom tillige med andre over acceleratorfibrene i nedre vagus og deres forbindelse med sympathicus, og over "hjerteblok", i The Contraction of the Cardiac Muscle (Schäfers Physiology, 1900), og gav anledning til The Croonian lecture 1881 (om hjertets rytme) og til, at han indvalgtes i Royal Society, hvis medalje han fik 1889.
Ved en række eksperimenter over det sympatiske nervesystems forhold til rygmarven viste Gaskell, at alle afferente viscerale tråde var marvholdige, og at de afgik i 3 grupper, af hvilke den, der svarede til brystkassen, var den del, der i almindelighed kaldes nedre sympathicus. At vagus er hjertets trofiske nerve, viste Gaskell 1881. Disse arbejder belønnedes med Marshall Hall præmien, og Gaskell udnævntes til æresmedlem af Royal Medical and Chirurgical Society 1888. Da den anden Hyderabad-kommission til undersøgelse af dødsfaldene ved kloroform havde erklæret, at døden skyldtes lammelse af respirationscentret, viste Gaskell eksperimentelt, at kloroform virkede direkte på hjertet. Ind på det zoologiske område kom Gaskell ved studier over kranie- og rygmarvsnervernes homologi, og disse førte atter til undersøgelser over oprindelsen til hvirveldyrenes nervesystem. Ligheder, som han fandt i bygningen af hjernen hos visse arthropoder og hos hvirveldyrene, gjorde, at han i The origin of Vertebrates (1908) fremsatte en teori om disses opståen. Denne synes dog ikke at være trængt videre igennem, men de anførte komparative undersøgelser har betydelig værdi.